# 卜鑫
卜鑫（1987年5月17日—），河北省唐山市人，中国足球运动员，司职左边前卫，效力于中国足球甲级联赛球队哈尔滨毅腾。卜鑫以速度和突破能力见长。

## 足球生涯
卜鑫少时在唐山市体校踢球，后来加盟辽宁足球俱乐部。2006年下半年，卜鑫被调入辽宁一线队，成为球队的38号球员。2007年，辽宁俱乐部的二队以辽宁广原为名出战新加坡足球联赛。这年年底，辽宁广原总经理兼领队王鑫因涉嫌赌球被新加坡警方控制。那个赛季开始时，18岁的卜鑫表现出色，屡获新加坡媒体赞誉。但是，后来媒体发现，没有队友愿意把球传给他。媒体回顾那个赛季时，称卜鑫等人可能是“有实力但不听话的球员”。
2008年，卜鑫迎来了自己的首场中超比赛。2008年中国足球超级联赛第7轮辽宁宏运客场挑战北京国安的比赛，第60分钟时卜鑫替补于汉超登场亮相，上场时球队0比2落后（这一比分保持到了终场）。这个赛季，卜鑫一共出场4次，出场时间不过130钟左右。赛季末，辽宁队降入了中甲联赛。2009年初，由于对辽宁足球俱乐部提出的新合同不满，卜鑫和张呈栋没有和俱乐部签约。张呈栋后来透露，球队要求大家签一份长达三年的合同。3月份，球队冬训时，卜鑫和张呈栋已经离开了辽宁队。媒体传闻他打算出国踢球，初步意向是新加坡。还有新闻说，沈阳东进打算引进卜鑫、张呈栋，并且已经内定两人的月薪都是8,000元人民币。2010年，卜鑫来到与辽足关系紧密的辽宁东北虎足球俱乐部，参加2010年中国足球乙级联赛。辽宁东北虎在北区预赛中排名第四，与第三名仅差2分，无缘全国总决赛。2011年，辽宁东北虎没有报名参加中乙联赛，卜鑫回到辽宁宏运。辽宁队没有在中超联赛为他报名，他只能参加预备队联赛。这年夏天，卜鑫租借加盟中乙联赛球队哈尔滨松北毅腾，租借期为半年。卜鑫在中乙联赛预赛后半段、全国总决赛中表现出众，渐渐坐稳了主力位置。全国总决赛的半决赛第一回合，哈尔滨松北毅腾主场对阵福建骏豪的比赛中，卜鑫先是打入一粒单刀球，随后又助攻牛喜龙破门得分，帮助球队取得首回合2比0的胜利。哈尔滨毅腾最终夺得2011年中国足球乙级联赛冠军，升入中甲联赛。
2011年中乙联赛结束，收假之后，卜鑫跟随哈尔滨毅腾参加了体能训练。然而，春节过后，卜鑫没有回到毅腾队，而是因为租借期满回到了辽宁东北虎队，跟队冬训。不久，辽宁东北虎队放弃参加2012年中国足球乙级联赛，宣告解散，卜鑫永久转会哈尔滨毅腾。2012年中国足球甲级联赛中，卜鑫发挥出色，作为球队主要进攻支点，打入10粒进球，名列本土射手榜第二位。2013年中国足球甲级联赛，他以13粒进球排在本土射手榜第一名。这个赛季，哈尔滨毅腾获得中甲联赛亚军，升入中超联赛。2014年中国足球超级联赛中，卜鑫打入3球，球队排名联赛倒数第一，降回中甲。不过，卜鑫入选了2014年中超联赛南北明星对抗赛28人大名单，是毅腾队唯一入围的球员。2015年，卜鑫成为了哈尔滨毅腾的队长。

## 家庭
卜鑫已婚。他与一小学同学相恋四年，2013年11月14日在唐山举办婚礼。

## 榮譽

### 俱乐部
哈尔滨毅腾
- 中国足球乙级联赛冠军(1)：2011